# Бусико, Дайон
Диони́сиус Ла́рднер Бу́сико, известный как Дайон Бу́сико (англ. Dionysius Lardner Boursiquot; Dion Boucicault; 26 декабря 1820, Дублин, Ирландия — 18 сентября 1890, Нью-Йорк, США) — американский актёр и драматург ирландского происхождения.

## Биография
Дайен Бусико родился 26 декабря 1820 года в городе Дублине, предположительно был сыном учёного Дионисия Ларднера. Его мать, Анна Дарли, приходилась сестрой поэту и математику Джорджу Дарли. Семейство Дарли было влиятельным в Дублине во многих областях. Образование Бусико получил в Лондонском университетском колледже.

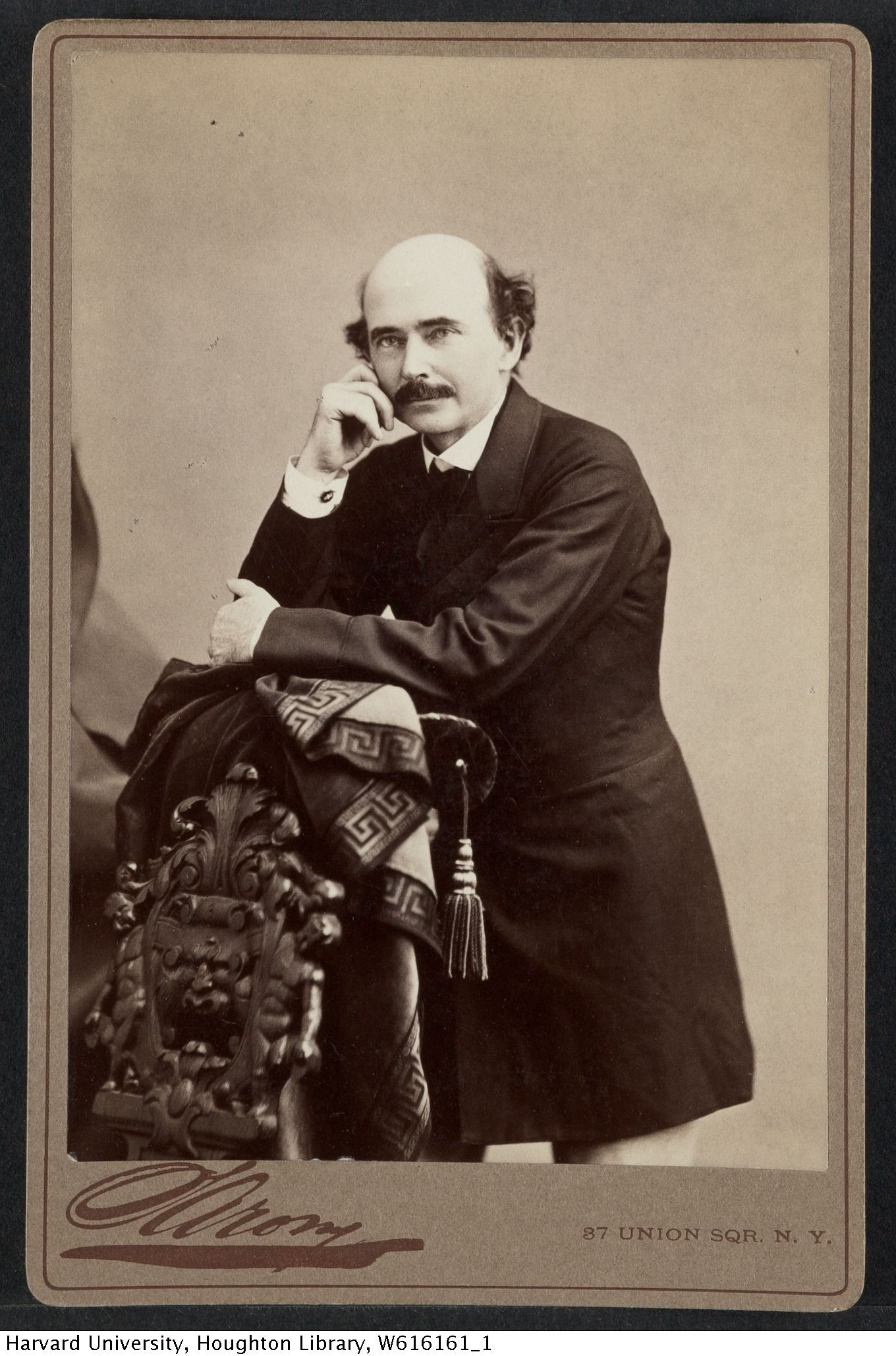
Дайен Бусико

После года работы в Лондоне, он начал свою театральную карьеру в Челтнеме. Здесь он работал совместно с В. Ч. Макриди . Впервые появился на сцене с Бенджамином Уэбстером в Бристоле, Англия. Вскоре после этого он начал пробовать самостоятельно писать пьесы.
Первый успех Д. Бусико принесла мелодрама «Лондонская уверенность» (London Assurance, 1841).
Став достаточно известным драматургом в Англии, в 1853 году Д. Бусико уехал в Америку, где прожил до своей смерти.
В последней четверти XIX века имя Д. Бусико было известно по обе стороны Атлантики, как одного из наиболее успешных актёров, драматургов и менеджеров англоязычного театра. Газета «Нью-Йорк Таймс» в некрологе по поводу его кончины, назвала его «самым заметным английским драматургом XIX века».
Дайен Бусико — автор ряда популярных в Соединённых Штатах Америки пьес.
Был трижды женат. Впервые Бусико женился на Анне Жюо в июле 1845 г., которая погибла, как он утверждал, в результате несчастного случая в Швейцарских Альпах в том же году. В 1853 году он вторично женился на актрисе Агнес Келли Робертсон (1833—1916), с которой имел 6 детей. Трое из них стали хорошими актёрами. Его внучка Рене Бусико (1898—1935), была актрисой немого кино.
С 11 июля и 8 октября 1885 года, Бусико гастролировал в Австралии, где проживал его брат Артур .В конце тура он внезапно оставил свою жену Агнес и в Сиднее женился в третий раз на молодой актрисе Жозефине Луизе Торндайк (ок. 1864—1956).
Это вызвало скандал по обе стороны Атлантического океана, а его брак с Агнес не был официально расторгнут до июня 1888 года. Бусико был обвинён в двоеженстве и прелюбодеянии. Права на многие из его пьес были позже проданы для финансирования выплаты алиментов его второй жене.
Дайен Бусико умер в 1890 году в городе Нью-Йорке и был похоронен на местном кладбище Маунт-Хоп, Гастингс-на-Гудзоне.

## Избранные пьесы
- Лондонская самоуверенность (London Assurance, 1841)
- Бедняки Нью-Йорка (The Poor of New York, 1857)
- Окторон (The Octoroon, 1859)
- Крепость девушки (The Colleen Bawn, 1860)
- Рип ван Винкль (Rip Van Winkle, 1865)
- Бродяга (The Shaughraun, 1874)
- Красавица Ламар (Belle Lamar, 1874)
- Седые головы и молодые сердца (Old Heads and Young Hearts)
- Людовик XI (Louis XI)
- Братья-корсиканцы (The Corsican Brothers)
- Вампир (Vampire)
- Любовь в лабиринте (Love in a Maze)
- Истерзанный (Used Up)
- Улицы Лондона (Streets of London)
- Папаша О’Дауд (Daddy O’Dowd)
- Нечестная игра (Foul Play).